# Primeira Divisão 1986-87
La Primeira Divisão 1986/87 fue la 53.ª edición de la máxima categoría de fútbol en Portugal. Benfica ganó su 27° título.  El goleador fue Paulinho Cascavel del Vitória Guimarães con 22 goles.
Al final de este campeonato no hubo descensos a la Segunda Divisão, ya que el número de equipos participantes paso de 16 a 20 en la siguiente temporada.

## Tabla de posiciones
|    | Clasificación        | Pts. | PJ | PG | PE | PP | GF | GC |
| -- | -------------------- | ---- | -- | -- | -- | -- | -- | -- |
| 1  | Benfica              | 49   | 30 | 20 | 9  | 1  | 51 | 23 |
| 2  | Porto                | 46   | 30 | 20 | 6  | 4  | 67 | 22 |
| 3  | Vitória Guimarães    | 41   | 30 | 14 | 13 | 3  | 45 | 22 |
| 4  | Sporting de Portugal | 38   | 30 | 15 | 8  | 7  | 52 | 28 |
| 5  | Chaves               | 33   | 30 | 13 | 7  | 10 | 39 | 38 |
| 6  | Belenenses           | 30   | 30 | 13 | 4  | 13 | 52 | 40 |
| 7  | Varzim               | 29   | 30 | 8  | 13 | 9  | 24 | 29 |
| 8  | Boavista             | 27   | 30 | 9  | 9  | 12 | 34 | 36 |
| 9  | Braga                | 26   | 30 | 10 | 6  | 14 | 32 | 34 |
| 10 | Académica de Coimbra | 26   | 30 | 7  | 12 | 11 | 22 | 34 |
| 11 | Portimonense         | 26   | 30 | 8  | 10 | 12 | 27 | 47 |
| 12 | Marítimo             | 25   | 30 | 9  | 7  | 14 | 34 | 49 |
| 13 | Rio Ave              | 25   | 30 | 8  | 9  | 13 | 33 | 40 |
| 14 | Salgueiros           | 24   | 30 | 6  | 12 | 12 | 22 | 40 |
| 15 | Farense              | 21   | 30 | 7  | 7  | 16 | 33 | 47 |
| 16 | Elvas                | 14   | 30 | 3  | 8  | 19 | 16 | 54 |

|  | Clasificado para la Copa de Europa 1987-88   |
|  | Clasificado para la Recopa de Europa 1987-88 |
|  | Clasificado para la Copa de la UEFA 1987-88  |

|                            |
| Campeón Benfica 27° título |